# جان التون
جان اِلتون (؟ - ۱۷۵۱ م.) (انگلیسی: Captain John Elton) بازرگان، کاپیتان دریانورد و کشتی‌ساز انگلیسی بود. سر جان ملکم او را انگلیسیِ متهور ولی بی‌احتیاط خوانده است. از ۱۷۳۴ م. به بعد بازرگانان انگلیسی کمپانی روسیه (Russian Company یا Muscovy Company) اجازه یافتند برای بازرگانی با ایران از روسیه تزانزیت کنند و با کشتی‌های روسی از دریای خزر بگذرند. التون که در لشکرکشی اُرِنبورگ (Orenburg) به دولت روسیه خدمت کرده، و در طی آن، کشورهای گمنام بسیاری را سیاحت نموده و همچنین دربارهٔ تجارت با خیوه و بخارا تحقیقاتی به عمل آورده بود، در سال ۱۷۳۹ م. به‌منظور رفتن به سرزمین‌های یادشده به مسافرتی دست زد، و به سوی ولگای سفلیٰ حرکت کرد. اما در همین موقع شنید که ایرانیان آن سرزمین‌ها را مورد حملهٔ خود قرار داده اند. از این رو مصمّم شد که کالایی را که همراه خود دارد به رشت ببرد. وقتی به رشت آمد پذیرایی دوستانهٔ قابل توجهی از وی به عمل آمد، و او از فرماندار آنجا به نام رضاقلی میرزا فرزند نادر شاه که در آن وقت نایب‌السلطنهٔ ایران بود استدعای فرمانی کرد که به او اعطا گردید و فرمان مزبور حاوی مواد بسیار مساعدی بود. التون از این موفقیت برخود بالید و به انگلستان بازگشت. در آن جا با بیانی غرّا، منافع افتتاح باب تجارت با ایران را به‌صورت امیدبخشی وصف کرد و بدین وسیله طرفداران زیادی را جلب نمود، او سپس کوشید انحصار روسیه را در کشتیرانی در دریا بشکند. از این رو با هیأتی به ایران بازگشت و در ۱۷۴۲ م. با اجازهٔ دولت روسیه در شهر قازان دو کشتی ساختند و به آب انداختند، و التون به ریاست هیأت انتخاب شد و با گروهی از خدمهٔ بریتانیایی و روس با محموله‌ای از کالاهای انگلیسی از دریا به انزلی رفت.
نادرشاه او را همراه با صاحب‌منصبی دیگر به نام «توماس وودروف» (انگلیسی: Thomas Woodruff یا Thomas Woodroofe) با مبلغی گزاف به خدمت گرفت. التون اسلام آورد و لقب «جمال بیگ» به او داده شد و از جانب نادرشاه دریابیگی گردید. او برای شاه دو بار به باکو محموله برد و سواحل جنوبی داغستان را از نظر آمادگی برای مقابله با لزگی‌ها ارزیابی کرد. در سال ۱۷۴۳ م. (۱۱۵۶ ه‍.ق.) از سوی نادر شاه مأمور شد در مشهدسر (بابلسر امروزی) و لنگرود برای ایران کشتی بسازد ولیکن روس‌ها به‌خاطر لشکرکشی‌های نادر به داغستان با این اقدام مخالفت ورزیدند اما التون با وجود مخالفت روس‌ها و همشهریان خود که از دشمنی روس‌ها با بازرگانان انگلیسی بیم داشتند، دست از کار نکشید. او مراکز و ستاد خود را در لنگرود و بندر لاهیجان برقرار ساخت. الوارها را از جنگل بریده و به ساحل رسانید. پارچه‌های بادبان را از پنبه بافت، طناب‌ها را از لیف کتان درست کرد و چون در آن نواحی لنگر پیدا نمی‌شد به تجسس و جستجوی آن پرداخت. اهالی محل که بدون دریافت مزد کار می‌کردند از این بیگاری و کار اجباری بدون اجرت سخت ناراضی بودند اما التون که فقط یک نجار انگلیسی و چند روس و هندی در اختیار داشت یک کشتی که توانایی حمل ۲۰ توپ را داشت به آب انداخت.
التون در اواخر ۱۷۴۳ م. یک کشتی در نزدیکی لنگرود ساخت. سپس دو کشتی دیگر از نوع فریگیت (frigate یا ناوچه) و چهار کشتی کوچک‌تر را کامل کرد و چهار قایق بزرگ نیز در دست ساخت داشت. یکی از کشتی‌های التون در سال ۱۷۵۰ م. (۱۱۶۴ ه‍.ق.) به تحریک روس‌ها در نزدیکی رشت به آتش کشیده شد و بقایای کشتی دوم تا اوایل قرن نوزدهم میلادی در لنگرود دیده می‌شد. در سال ۱۷۴۵ م. (۱۱۵۷ ه‍.ق.) یک کشتی جنگی از نوع فریگیت مجهز به ۱۸ توپ که التون برای نادر ساخته بود در آب‌های دربند دیده شده بود.
التون تنها به ساختن کشتی قانع نشد و به فرمان نادر شاه ساحل شرقی دریای خزر را به‌سوی شمال تا جزیرهٔ چِلِکِن (شبه‌جزیرهٔ چلکن [چهارکان] کنونی که تا دههٔ ۱۹۳۰ م. جزیره بوده است) مساحی نمود.
در ۱۷۴۷ م. نادر کشته شد و برنامهٔ او برای ایجاد ناوگان خزر بر باد رفت. در هرج‌ومرج پدیدآمده همهٔ پایگاه‌های بازرگانی و کالاهای بریتانیا در شمال ایران از دست رفت. ولی او حتی بعد از قتل نادر هم دنبال کار خود را گرفت. در ۱۷۵۱ م. (۱۱۶۵ ه‍.ق.) هنگام پیشروی قوای هشت‌هزارنفرهٔ محمدحسن‌خان قاجار در شمال ایران، حاج جمال فومنی از التون درخواست کرد وی را در دفاع از رشت یاری دهد. وقتی التون امتناع کرد، حاج جمال وی را به همدستی با قاجاریان متهم ساخت و خانه‌اش را در لنگرود به‌وسیلهٔ گروه نیرومند دوهزارنفره‌ای محاصره کرد. جان التون با گرفتن قول تأمین جان، تسلیم شد ولی حاج جمال او را زندانی کرد و کشت. چندی بعد حاج جمال فومنی از محمدحسن‌خان قاجار شکست خورد و از در اطاعت در آمد.
جان التون مخترع یک ابزار ناوبری به نام «تراز رُبعی التون» (انگلیسی: Elton's quadrant) است که آن را در سال ۱۷۲۸ م. ثبت کرد و در واقع مدلی برگرفته از «تراز رُبعی دیویس» (انگلیسی: Davis quadrant) می‌باشد. او در سال ۱۷۳۲ م. جزئیات ساخت این ابزار را در مجلهٔ «Philosophical Transactions of the Royal Society» منتشر کرد.

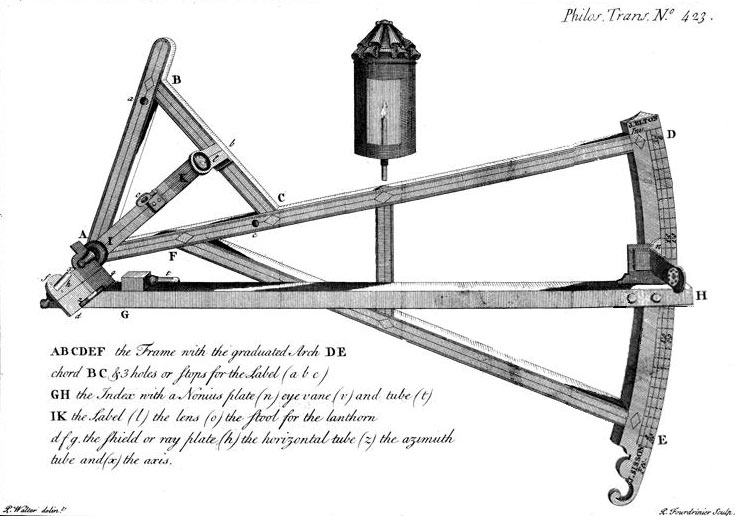
تراز ربعی اختراع‌شده توسط جان التون در سال ۱۷۲۸